# Palazziol Piccolo
Palazziol, Palazzuoli, Palazziol Piccolo o Palazzol Piccolo. (in croato Palacol) è un isolotto della Croazia che fa parte dell'arcipelago delle isole Quarnerine ed è situato a sud-est della punta meridionale della penisola d'Istria. Si trova nelle secche Palazzuoli (plitvac Palacol) e assieme a Oruda, Scoglietto, scoglio Palazzuoli e scoglio Žnjorcak compone il gruppo delle isole Palazziol o scogli Palazzuoli.
Amministrativamente appartiene alla città di Lussinpiccolo, nella regione litoraneo-montana.

## Geografia
Palazziol Piccolo si trova nella parte meridionale del Quarnarolo, 57 km a sudest dell'Istria, 6,5 km a est dell'isola di Lussino e 10 km a sudest dell'isola di Cherso; è separata dalla prima dal canale di Lussino (Lošinjski Kanal) e dalla seconda dalle secche Palazzuoli. Palazzol Piccolo si sviluppa in direzione nord-ovest/sud-est per 330 m e raggiunge una larghezza massima di 170 m; la sua superficie è di 0,05 km².
Palazziol Grande ha una forma a goccia con la parte stretta rivolta a nord-ovest. Le coste si sviluppano per circa 1,1 km. 600 m a nord-ovest si trova l'isola di Palazziol Grande.
Sull'isola si trovano le rovine di un monastero del VI secolo.

## Isole adiacenti
- Scoglio Palazzuoli[5] (Bik) è un piccolo scoglio posto 1,79 km[16] a est di Palazziol Piccolo. (44°32′28.4″N 14°37′08.1″E)
- Scoglietto[7] (Hrid), si trova 190 m[17] a nordovest di Palazziol Piccolo e ha una superficie di 0,0032 km²[18]. (44°32′41″N 14°35′17″E)